# 绵毛婆婆纳
绵毛婆婆纳（学名：Veronica lanuginosa）为車前草科婆婆纳属下的一个种。

## 扩展阅读
- 維基物種上的相關：绵毛婆婆纳